# Provaglio Val Sabbia
Provaglio Val Sabbia là một đô thị thuộc tỉnh Brescia trong vùng Lombardia ở Ý. Đô thị này có diện tích 14 km², dân số 919 người.
Đô thị này giáp với các đô thị sau: Barghe, Sabbio Chiese, Treviso Bresciano, Vestone, Vobarno.